# Calea ferată Darjeeling
Darjeeling Himalayan Railway sau Calea ferată himalaiană Darjeeling este o cale ferată cu ecartament îngust (610 mm) care leagă localitățile Shiliguri și Darjeeling din Bengalul de Vest, India. Trenulețul mai este supranumit „Toy Train” (tren de jucărie). Calea ferată a fost construită între anii 1879 și 1881 de regimul colonial britanic și are o lungime de 86 de km, cu o diferență de nivel de 2200 m. Timpul necesar pentru a a parcurge distanța de 86 km este de 6 1/2 ore, putându-se calcula o viteză medie de 10 km/oră. Traseul este frecvent blocat de alunecări de teren sau lavine de noroi, călătorii fiind nevoiți să schimbe în acest caz mijlocul de transport. Până în prezent tracțiunea trenului de persoane este asigurată de locomotive cu aburi. Numai trenurile de poștă sunt trase de locomotive diesel. Trenul de persoane este compus de obicei din trei vagoane, cu un vagon poștal pentru bagaje. Vagonul de clasa I este comod și are banchete acoperite cu brocart. Din cauza capacității mici de transport a trenului, societatea căilor ferate nu are interesul să ofere servicii. Înainte de călătorie se poate înscrie pentru masa de prânz care se servește la o haltă de pe traseul călătoriei. Drumul de fier a fost declarat în anul 1999 patrimoniu mondial UNESCO.

## Galerie de imagini

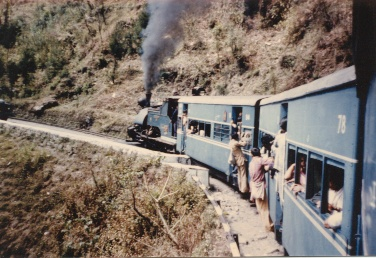
Bengalul de Vest
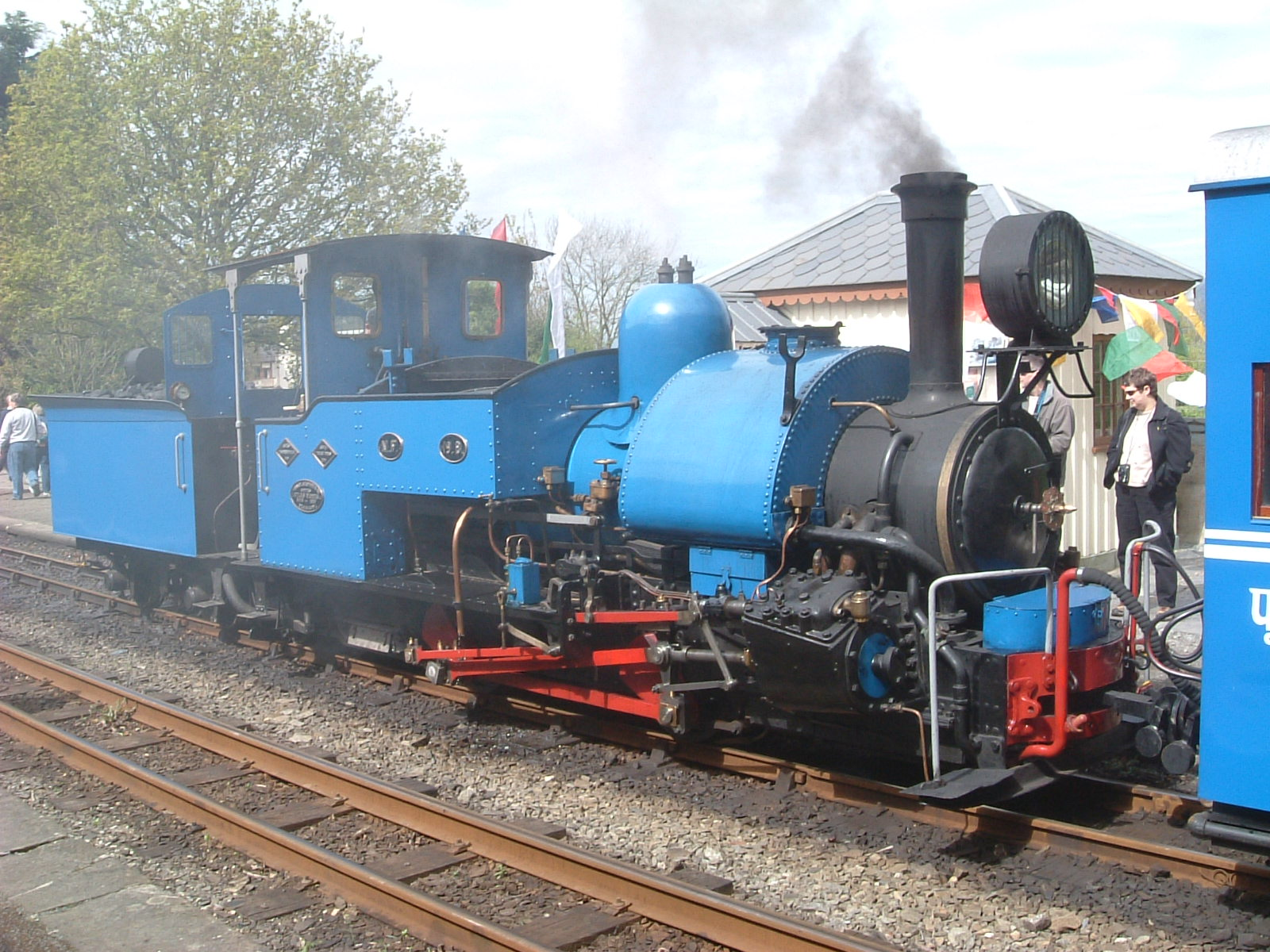
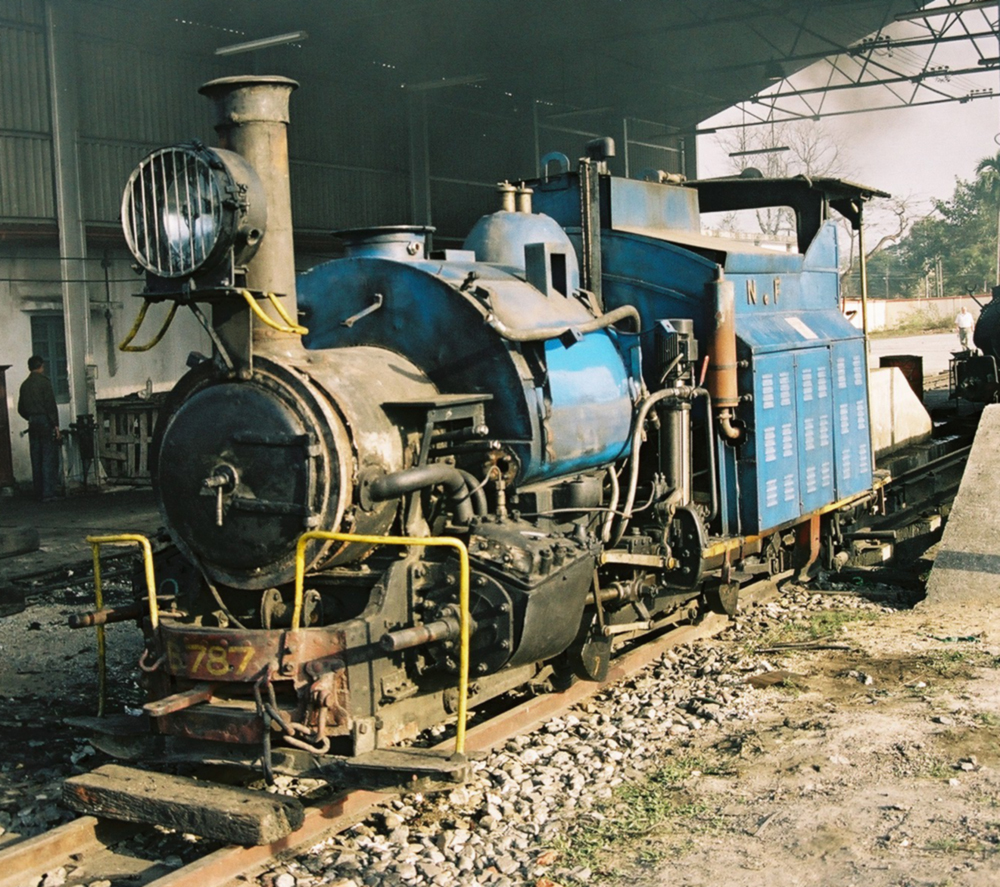
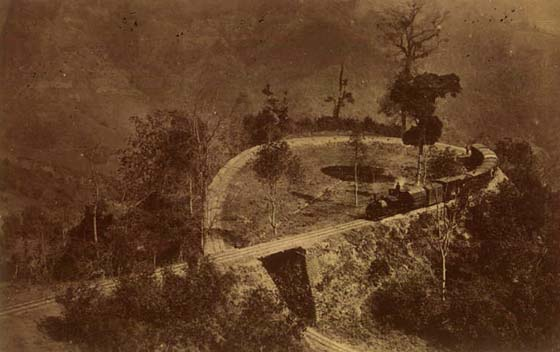
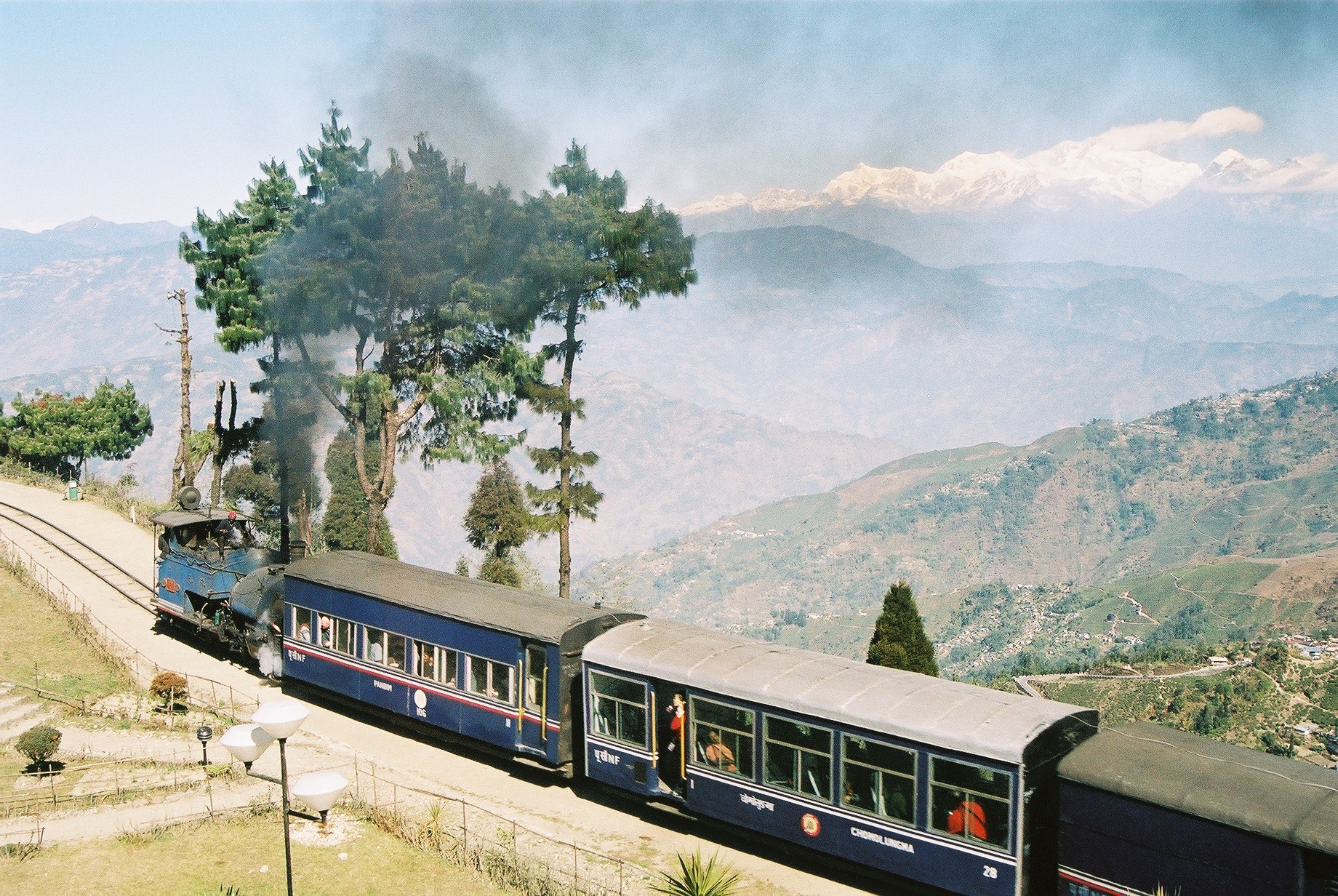